# Lednické Rovne
Lednické Rovne (in ungherese Lednicróna) è un comune della Slovacchia facente parte del distretto di Púchov, nella regione di Trenčín. È situato sul fiume Váh, a 35 km a nord di Trenčín.
L'insediamento è citato per la prima volta in un documento del 1471.

## Società

### Religione
Secondo il censimento del 2001 l'85,78% degli abitanti è cattolico, il 10,07 % non dichiara alcuna religione particolare, mentre il 2,13 % è luterano.

### Evoluzione demografica
Il 98,08 % degli abitanti appartiene al gruppo etnico degli slovacchi, mentre i cechi sono l'1,03%.